# Bahnhofplatz (Chur)
Der Bahnhofplatz in der Bündner Kantonshauptstadt Chur schliesst südöstlich an den Bahnhof Chur an. Die Bahnhofstrasse stellt das Bindeglied zur Altstadt hin dar. 

## Verkehr
Neben dem Langsamverkehr ist der Platz den Linien des Stadtbusses Chur und dem Gleis der Arosa-Bahn vorbehalten.
Zusammen mit dem nahegelegenen Alexanderplatz gehört der Bahnhofplatz zur Begegnungszone City. 

## Geschichte
Die erste Gestaltung des Bahnhofplatzes erfolgte 1858. Sein heutiges Gesicht erhielt der Platz nach einer völligen Neugestaltung, die im Sommer 2008 mit einem Einweihungsfest abgeschlossen wurde. Das Aufnahmegebäude von 1878 blieb – inwendig neu konzipiert – in seiner Bausubstanz erhalten. 
Letzte Abschlussarbeiten des Tiefbau- und Vermessungsamtes der Stadt Chur wurden bis Herbst 2011 durchgeführt.

## Bilder

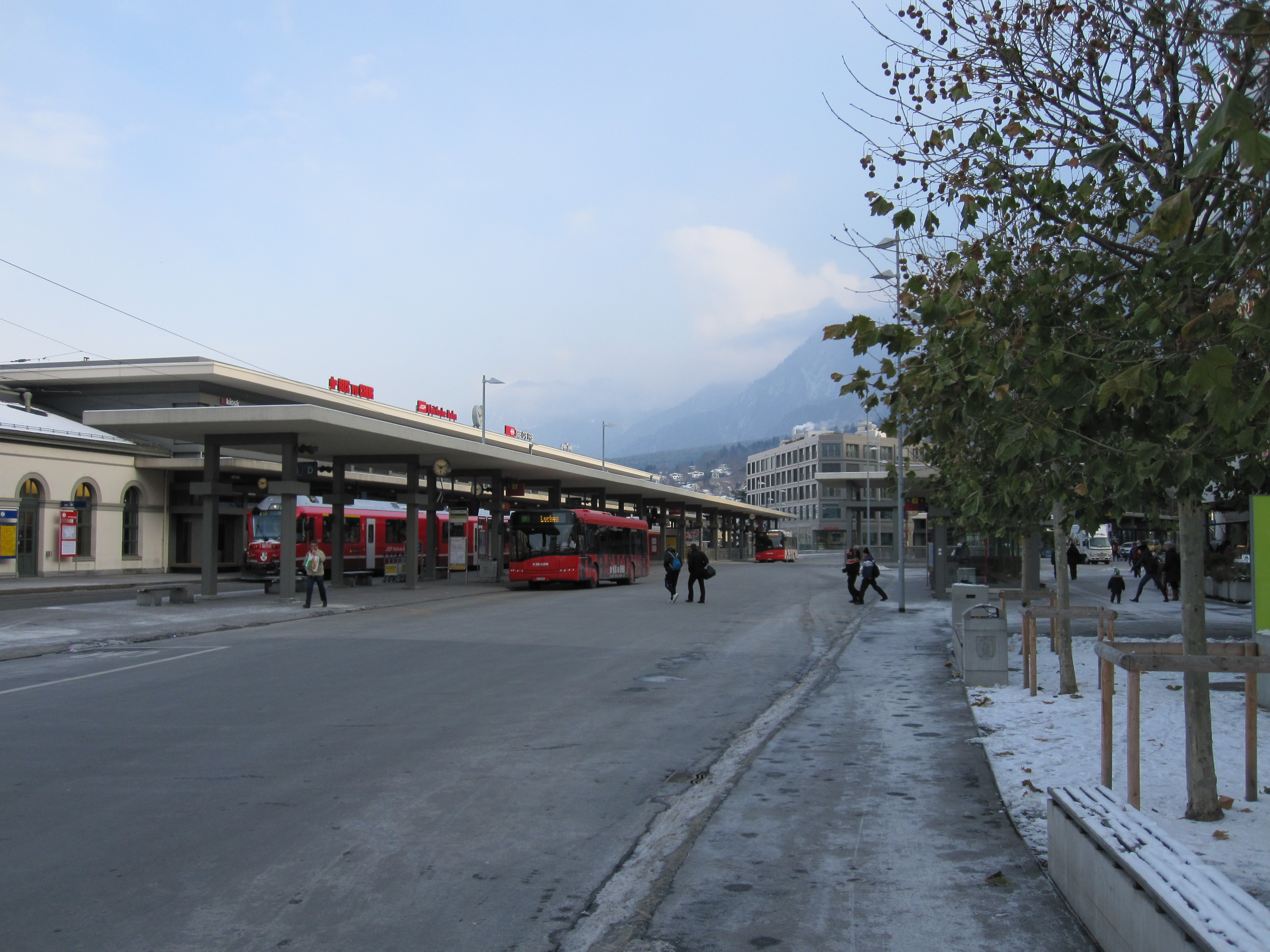
Der Bahnhofplatz Chur, die Arosabahn neben dem Churer Stadtbus
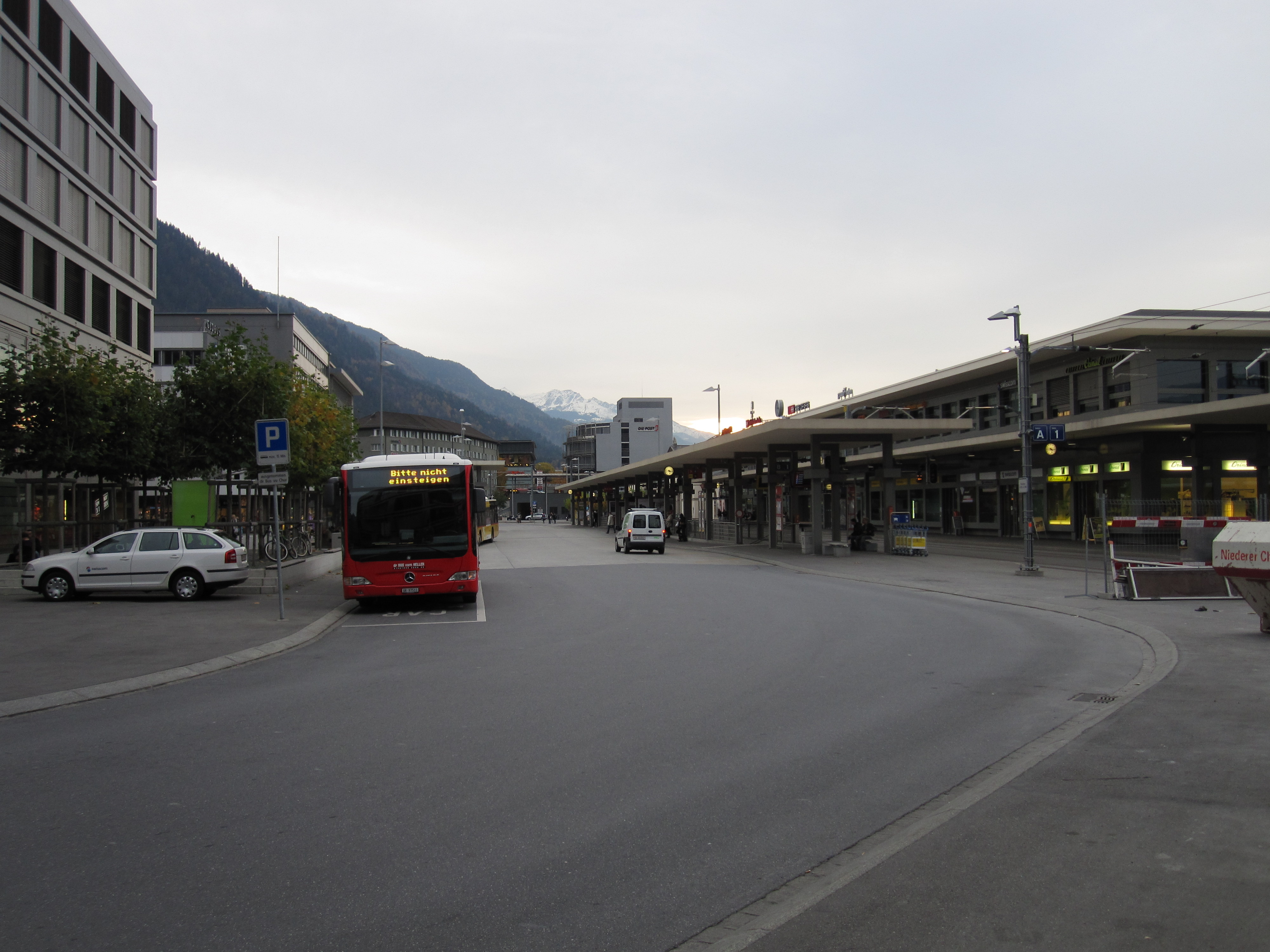
Churer Bahnhofplatz
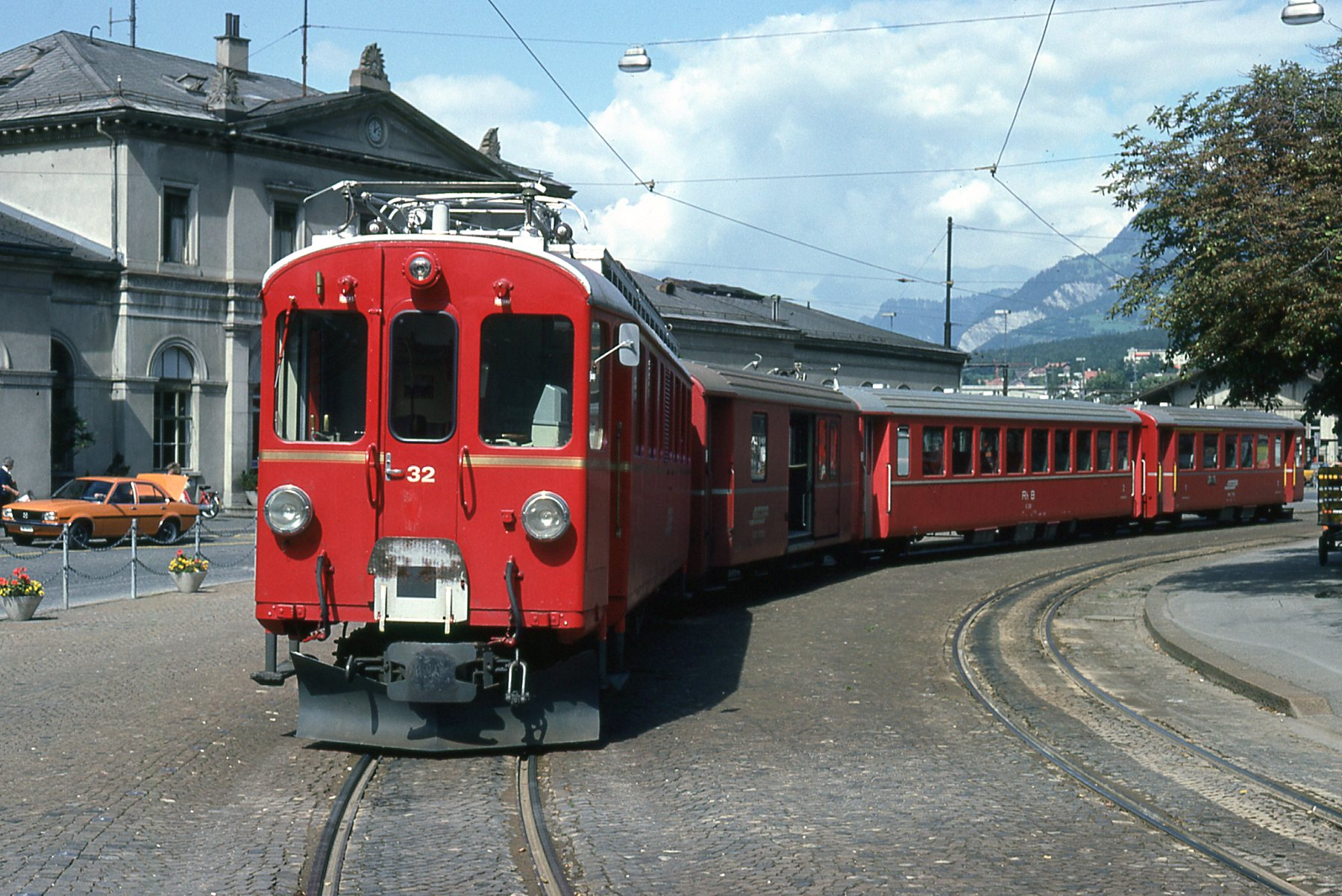
Der Bahnhofplatz Chur vor der Neugestaltung (um 1980)
Modernes TFT-Display als dynamische Fahrgastinformation auf dem Churer Bahnhofplatz